# Yassıada-Prozesse

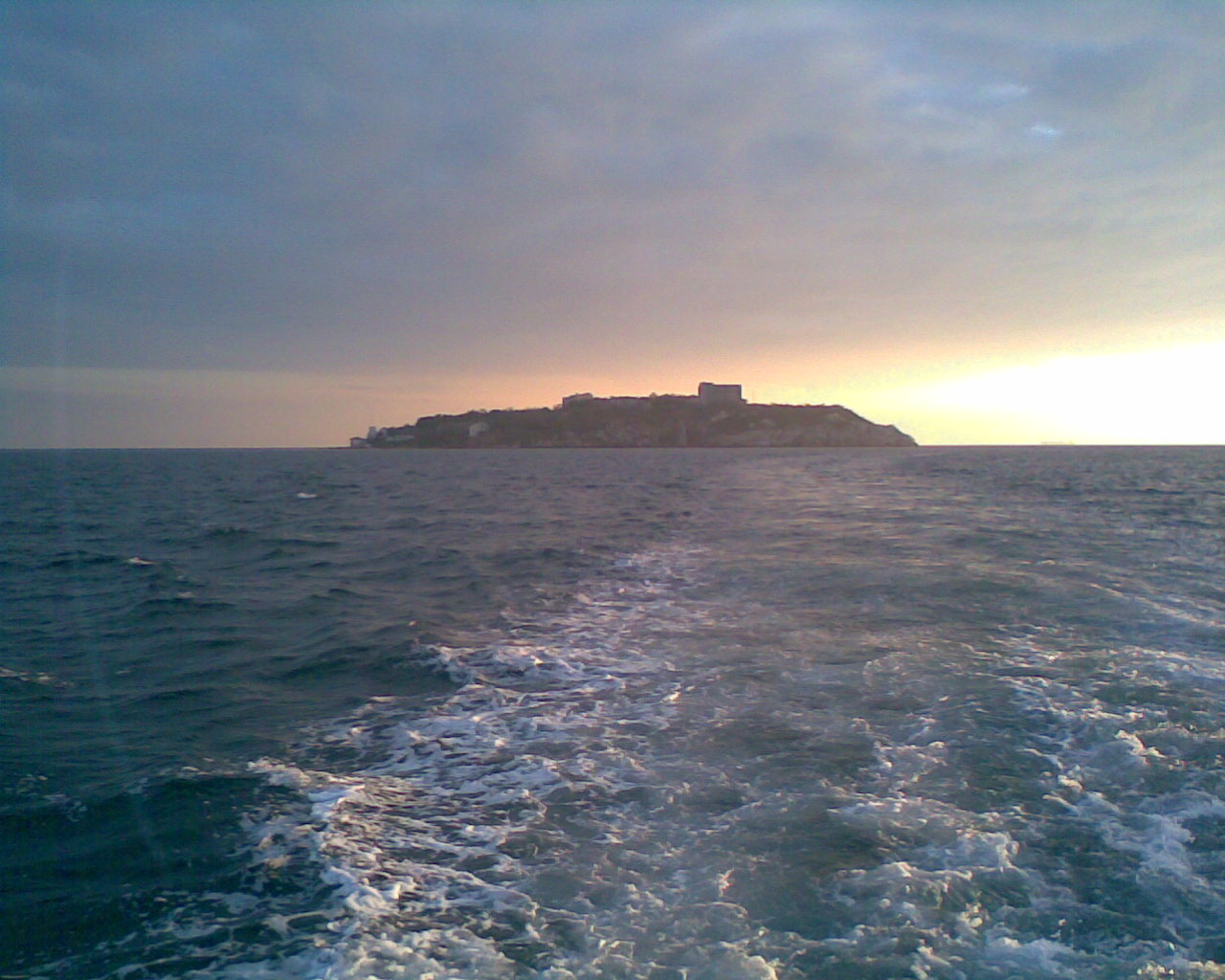
Yassıada im Istanbuler Landkreis Adalar (Prinzeninseln)

Als Yassıada-Prozesse (türkisch Yassıada dâvaları) werden 19 Strafprozesse bezeichnet, bei denen nach dem Militärputsch in der Türkei vom 27. Mai 1960 insgesamt 592 ehemalige Regierungsmitglieder, Abgeordnete des türkischen Parlaments und Beamte, darunter auch Staatspräsident Celâl Bayar und Ministerpräsident Adnan Menderes, auf der Insel Yassıada vor ein Ausnahmegericht gestellt wurden.
Die Prozesse begannen am 14. Oktober 1960; die Urteile wurden am 15. September 1961 gesprochen. Insgesamt fanden an 202 Verhandlungstagen 872 Gerichtssitzungen statt. Die Staatsanwaltschaft forderte 228 Mal die Todesstrafe.

## Hoher Gerichtshof
Der Hohe Gerichtshof (tr.:Yüksek Adalet Divanı) war ein Ausnahmegericht, das aus neun Richtern bestand: sechs zivile und drei Militärrichter. Den Vorsitz führte der Präsident des ersten Strafsenats im Kassationshof Salim Başol. Zudem gab es sechs Reserverichter. Alle Mitglieder des Gerichts wurden vom Komitee der Nationalen Einheit ernannt.
Die Juristen der Staatsanwaltschaft wurden ebenso vom Komitee der Nationalen Einheit ausgesucht. Chefankläger in den Prozessen war der spätere Vorsitzende Richter des 1. Strafsenats im Kassationshof Ömer Altay Egesel.

## Prozesse

### Hunde-Prozess
Dieser Prozess begann am 14. Oktober 1960 gegen den ehemaligen Staatspräsidenten Celâl Bayar sowie gegen den ehemaligen Landwirtschaftsminister Nedim Ökmen. Ihnen wurde vorgeworfen, einen Hund – ein Staatsgeschenk des afghanischen Königs – an den Atatürk Orman Çiftliği Hayvanat Bahçesi (Größter zoologischer Garten der Türkei, gelegen im Atatürk Orman Çiftliği, einem Forstgut, das 1925 von Atatürk im Nordwesten von Ankara als Musterfarm gegründet wurde) verkauft zu haben. Die Staatsanwaltschaft beantragte gegen die Angeklagten eine Freiheitsstrafe von fünf Jahren. Während des Verfahrens wurden sieben Zeugen gehört, und die Angeklagten sagten aus, der Erlös aus dem Verkauf sei für den Bau eines Brunnens in einem Dorf bei İzmir verwendet worden. Am 24. Oktober 1960 wurde vom Gericht bekanntgegeben, dass das Verfahren mit dem Verfahren wegen Verletzung der Verfassung zusammengelegt würde. Am 15. September 1961 wurde Celâl Bayar zu einer Freiheitsstrafe von vier Jahren und zwei Monaten verurteilt.

### Pogrom von Istanbul
Das Verfahren gegen Celâl Bayar, Fahrettin Kerim Gökay, Mehmet Fuat Köprülü, Adnan Menderes, Fatin Rüştü Zorlu und sechs weitere Angeklagte begann am 20. Oktober 1960 und endete am 5. Januar 1961.
Das Gericht stellte fest, dass die Bombe, die am 6. September 1955 im Geburtshaus Mustafa Kemal Atatürks explodierte, auf Befehl der Regierung von Oktay Engin gelegt und die Ereignisse vom 6./7. September somit von der Demokratischen Partei organisiert wurden. Als Reaktion auf dieses Ereignis fand das Pogrom von Istanbul statt.
Menderes wurde zu sechs Jahren, Ahmet Kemal Hadımlı zu vier Jahren und sechs Monaten und Zorlu zu vier Jahren Freiheitsstrafe verurteilt. Die übrigen Angeklagten wurden freigesprochen.

### Baby-Prozess
In diesem Verfahren wurde Adnan Menderes vorgeworfen, er habe sein Kind, das aus einer außerehelichen Beziehung stammen soll, durch den Arzt und späteren Bürgermeister Istanbuls, Fahri Atabey, töten lassen. Die Staatsanwaltschaft legte dem Gericht als Beweis für die Beziehung Unterwäsche und Nacktfotos vor, welche angeblich aus Menderes’ Safe sichergestellt wurden.
Die Mutter des Kindes, die Opernsängerin Ayhan Aydan, sowie Adnan Menderes gaben ihre Beziehung offen zu, beteuerten aber, dass das Kind während der Geburt verstarb. Eine Kindstötung konnte nicht bewiesen werden. Das Verfahren, das vom 31. Oktober bis zum 22. November 1960 andauerte, endete mit einem Freispruch für Menderes und Atabey.

### Vinileks-Prozess
Die Angeklagten in dem Prozess, der am 4. November 1960 begann, waren Hasan Polatkan, Hüseyin Altay, Necati Dolay und Ragıp Sipahi. Dem ehemaligen Finanzminister Polatkan wurde Amtsmissbrauch und Bestechlichkeit vorgeworfen. Laut Staatsanwaltschaft verschaffte er der Firma Vinileks illegal Geldkredite und nahm für diese Leistung 110.000 Lira Schmiergeld an.
In diesem Verfahren wurden 14 Zeugen gehört, von denen einige aussagten, dass die Kredite rechtskonform vergeben wurden.
Das Verfahren endete am 26. November 1960; das Urteil wurde am 15. September 1961 ausgesprochen. So wurde Polatkan zu einer Freiheitsstrafe von sieben Jahren und zu einer Geldstrafe in Höhe von 550.000 Lira, die restlichen Angeklagten zu Freiheitsstrafen von drei Jahren und sechs Monaten verurteilt.

### Veruntreuung
Hayrettin Erkmen wurde wegen Veruntreuung von Staatsgeldern in Höhe von 12.000 Lira zu einer Freiheitsstrafe von sechs Monaten verurteilt. Der zweite Angeklagte in diesem Prozess, Zeyyat Mandalinci, wurde freigesprochen.
Dieses Verfahren fand zwischen dem 8. November und dem 3. Dezember 1960 statt.

### Grundstücksprozess
Der Prozess gegen Nedim Ökmen begann am 11. November 1960. Ihm wurde vorgeworfen, durch die Ausnutzung seiner Stellung ein seiner Frau gehörendes Grundstück für einen Höchstpreis an die Türkiye İş Bankası verkauft zu haben. Ökmen wurde am 26. November 1960 zu einer Freiheitsstrafe von fünf Jahren verurteilt.

### Schiffsprozess
Das Verfahren wegen unrechtmäßiger Änderungen der Vorschriften zur Schiffseinfuhr und Devisenschmuggel begann am 15. Oktober 1960 und endete am 19. Januar 1961. Die Angeklagten waren Ahmet Sebati Ataman, Medeni Berk, Hayrettin Erkmen, Ali İpar, Adnan Menderes, Hasan Polatkan und Fatin Rüştü Zorlu.

### Mühlenprozess
Der Prozess gegen İbrahim Sıtkı Yırcalı begann am 18. November 1960. Ihm wurde von der Staatsanwaltschaft vorgeworfen, er habe durch die Ausnutzung seiner Position dem Teigwarenhersteller und Mühlenbesitzer Şemsi Demirkan illegal Geldkredite verschafft. Das Verfahren wurde am 3. Dezember 1960 wegen Verjährung eingestellt.

### Barbara-Prozess
Refik Koraltan und Hasan Polatkan wurden wegen Devisenschmuggels und Verstoßes gegen das Gesetz zum Schutz der türkischen Währung zu fünf Monaten und 25 Tagen bzw. sechs Monaten Freiheitsstrafe verurteilt. Koraltan ließ ein deutsches Dienstmädchen namens Barbara in die Türkei einfliegen und deklarierte die Kosten dafür als Medizinkosten für seine Frau.

### Reptilienfonds
Adnan Menderes und Ahmet Salih Korur wurden zu 15 Jahren Freiheitsstrafe und einer Geldstrafe in Höhe von 4.878.000 Lira bzw. zu zwei Jahren und elf Monaten Freiheitsstrafe verurteilt. Das Gericht hatte festgestellt, dass Menderes Gelder in Höhe von drei Millionen und Korur in Höhe von 250.000 Lira aus der Staatskasse abgezweigt hatten. Menderes stritt die Vorwürfe ab und beschuldigte Korur, der aussagte, dass alle Transaktionen mit vollem Wissen des Ministerpräsidenten getätigt wurden.
Zudem wurde festgestellt, dass in unregelmäßigen Abständen Zahlungen von Menderes an Ferid Alnar, den ehemaligen Ehemann Ayhan Aydans, gemacht wurden.
Das Verfahren lief vom 25. November 1960 bis zum 2. Februar 1961.

### Radio-Prozess
Die Angeklagten in diesem Prozess waren Altemur Kılıç, Adnan Menderes, Fatin Rüştü Zorlu und drei weitere ehemalige Minister. Das Verfahren lief vom 29. November bis zum 26. Dezember 1960. Den Angeklagten wurde vorgeworfen, das Staatsradio als Propagandainstrument genutzt, als Parteiorgan etabliert und somit gegen die Verfassung verstoßen zu haben. Der Prozess wurde mit dem Verfahren wegen Verletzung der Verfassung zusammengelegt.

### Anschlag auf İsmet İnönü
Dieser Prozess begann am 2. Dezember 1960 gegen Celâl Bayar, Adnan Menderes und 58 weitere Angeklagte wegen Hetze zum Aufruhr,
mit dem Ziel, den Oppositionsführer İsmet İnönü bei einem Besuch in Topkapı am 4. Mai 1959 zu beseitigen. Am 17. April 1961 sprach das Gericht die Urteile: 43 Freisprüche, 17 Verurteilungen. Die Prozesse gegen Bayar und Menderes wurden mit dem Verfahren wegen Verletzung der Verfassung zusammengelegt. Die übrigen 15 Verurteilten bekamen Freiheitsstrafen ab sieben Jahren.

### Çanakkale-Affäre
Der Prozess gegen Menderes und drei weitere ehemalige Minister wegen Verhinderung der Bewegungsfreiheit von Abgeordneten der Opposition wurde mit dem Verfahren wegen Verletzung der Verfassung zusammengelegt. Zwei Oppositionsabgeordnete waren am 19. bzw. 23. September 1959 daran gehindert worden, die Stadt Çanakkale zu betreten.
Das Verfahren lief vom 27. Dezember 1960 bis zum 10. März 1961.

### Kayseri-Affäre
Den Angeklagten – Bayar, Menderes und elf weiteren Politikern – wurde vorgeworfen, die Bewegungsfreiheit İsmet İnönüs beschnitten zu haben, indem er daran gehindert wurde, sich in die Stadt Kayseri zu begeben. İnönüs Zug wurde am 2. April 1960 auf dem Weg nach Kayseri von Militäreinheiten gestoppt. Menderes bezeichnete vor Gericht diese Aktion als Schutzmaßnahme. Der Prozess lief vom 9. bis zum 20. Januar 1961 und wurde mit dem Verfahren wegen Verletzung der Verfassung zusammengelegt. Acht Angeklagte wurden freigesprochen.

### Demokrat İzmir
Menderes und weiteren 23 Angeklagten wurde in diesem Prozess, der zwischen dem 12. Januar und dem 5. Mai 1961 stattfand, vorgeworfen, gegen die regierungskritische Zeitung Demokrat İzmir gehetzt zu haben. Die Zeitung wurde am 2. Mai 1959 Opfer eines Anschlags, bei dem ihre Druckerei komplett zerstört wurde. Acht Angeklagte wurden freigesprochen. Das Verfahren gegen die übrigen Angeklagten wurde mit dem Verfahren wegen Verletzung der Verfassung zusammengelegt.

### Die Vorfälle vom 28. und 29. April 1960
Am 28. April 1960 wurde ein Student der Universität Istanbul, Turan Emeksiz, bei einer Demonstration gegen die Gründung des Untersuchungsausschusses von der Polizei erschossen. Am nächsten Tag schlossen sich Studenten der Universität Ankara den Demonstrationen an. Als Reaktion auf die Vorfälle verhängte die Regierung den Belagerungszustand für Istanbul und Ankara.
Der Prozess begann am 2. Februar 1961 gegen 118 ehemalige Regierungs-, Militär- und Polizeibeamte wegen illegaler Betretung von Universitätsgrundstücken, unbegründeten Schusswaffengebrauchs gegen Bürger und der unrechtmäßigen Verhängung des Belagerungszustandes. Am 27. Juli 1961 wurden 34 Angeklagte freigesprochen. Der Prozess wurde mit dem Verfahren wegen Verletzung der Verfassung zusammengelegt.

### Konfiskation
Menderes und neun weitere Angeklagte wurden wegen der Konfiskation von Grundeigentum und Gebäuden angeklagt. Der Prozess, der am 17. April 1961 begann, wurde am 3. Juni 1961 mit dem Verfahren wegen Verletzung der Verfassung zusammengelegt.

### Nationale Front
Den Angeklagten – Bayar, Menderes und 20 weitere – wurde vorgeworfen, die Demokratie zerstören zu wollen und deshalb die Organisation Nationale Front (tr.:Vatan Cephesi) gegründet zu haben. Der Prozess lief vom 27. April bis zum 3. Juni 1961 und wurde mit dem Verfahren wegen Verletzung der Verfassung zusammengelegt.

### Verletzung der Verfassung
Das Verfahren wegen Verletzung der Verfassung wurde am 14. Oktober 1960 gegen 397 Angeklagte aufgenommen. Nach Verlesung der Anklageschrift wurde der Prozess bis zum 11. Mai 1961 vertagt. Während dieser Zeit widmete sich das Gericht den übrigen Prozessen.
Den Angeklagten wurden unter anderem Verstöße gegen die Unabhängigkeit der Gerichte, die Richtergarantie und die Koalitionsfreiheit sowie antidemokratische Änderungen im Wahlgesetz, die Einrichtung des Untersuchungsausschusses, der die Aktivitäten der Opposition sowie der Presse beobachtete, und die Konfiskation von Geldern der Republikanischen Volkspartei vorgeworfen.
Unter den Angeklagten befanden sich Celâl Bayar, Adnan Menderes, Refik Koraltan, ehemalige Minister, 15 Mitglieder des Untersuchungsausschusses und vier Abgeordnete, die die Einrichtung dieses Ausschusses vorschlugen.
Insgesamt wurden 216 Zeugen gehört. Die Staatsanwaltschaft legte dar, dass durch diese Handlungen gegen die Verfassung verstoßen worden sei, und forderte für einige Angeklagte die Todesstrafe sowie Freiheitsstrafen von fünf bis zu 15 Jahren.
Das Verfahren endete am 14. August 1961, und das Gericht sprach die Urteile sowohl dieses Prozesses als auch derjenigen, die mit diesem zusammengelegt wurden, am 15. September 1961.

## Urteile

### Todesstrafen
Mit Art. 3 des Gesetzes Nr. 15 vom 11. Juni 1960 wurde rückwirkend bestimmt, dass bei Landesverrat keine Strafermäßigung gewährt werden kann.
Vier Angeklagte – Celâl Bayar, Adnan Menderes (in Abwesenheit; tr.:gıyaben), Hasan Polatkan und Fatin Rüştü Zorlu – wurden einstimmig, elf weitere durch Mehrheitsbeschluss wegen Änderung, Ersetzens und Abrogation der Türkischen Verfassung gemäß Art. 146 I a.F. des türkischen Strafgesetzbuches zum Tode verurteilt.
Das Urteil lautete folgendermaßen:

„Türkiye Cumhuriyeti Anayasası'nı cebren tağyir ve tebdil ve ilgadan dolayı Türk Ceza Kanunu'nun 146/1'inci maddesi hükmünce ölüm cezasına çarptırılmasına (gıyaben) oy birliği ile karar verildi.“

Allerdings konnten die Strafen nicht ohne die Bestätigung durch das Komitee der Nationalen Einheit vollzogen werden. Das Komitee bestätigte nur die Todesurteile gegen Menderes, Polatkan und Zorlu, welche am 16. und 17. September 1961 auf der Insel İmralı vollstreckt wurden. Die restlichen Todesstrafen wurden in lebenslange Freiheitsstrafen umgewandelt.
Durch das Gericht wurden folgende Personen zum Tode verurteilt:
| 1. Baha Akşit 2. Celâl Bayar 3. Bahadır Dülger 4. Ahmet Zeki Erataman 5. Mustafa Rüştü Erdelhun | 6. Agah Erozan 7. Emin Kalafat 8. Osman Kavrakoğlu 9. İbrahim Kirazoğlu 10. Mehmet Nusret Kirişçioğlu | 11. Refik Koraltan 12. Adnan Menderes 13. Hasan Polatkan 14. Ahmet Hamdi Sancar 15. Fatin Rüştü Zorlu |

### Freiheitsstrafen
Der Hohe Gerichtshof verurteilte 31 Angeklagte, darunter vier Angehörige des Ministerrats, acht Mitglieder des Untersuchungsausschusses und der ehemalige Gouverneur von Istanbul, zu einer lebenslangen Freiheitsstrafe.
402 Angeklagte wurden zu Freiheitsstrafen von zwei bis zu 20 Jahren verurteilt. So erhielt Ahmet Salih Korur beispielsweise eine Haftstrafe von zwei Jahren und elf Monaten.

### Freisprüche, abgewiesene Klagen, Todesfälle
133 Angeklagte wurden vom Hohen Gerichtshof freigesprochen und fünf Klagen abgewiesen. Während der Prozesse verstarben sechs Angeklagte.

## Trivia
Die Ereignisse während des Militärputsches sowie die Prozesse selbst und ihre Folgen wurden in der vom 27. Oktober 2006 bis zum 6. Juni 2008 wöchentlich ausgestrahlten türkischen Fernsehserie Hatırla Sevgili (Erinnere dich, Liebste) verarbeitet. In der Serie wurden dabei auch historisches Bildmaterial und Audioaufnahmen verwendet. Die Produktion beinhaltet somit Elemente des Doku-Dramas, allerdings wurden die Ereignisse laut Kritikern unobjektiv, verklärerisch und zu oberflächlich dargestellt. Die historische Authentizität weiche sogar in Szenen, die vom Zuschauer als detailgetreu empfunden werden, den Unterhaltungserwartungen.
Beim Prozess wurden auch Angehörige von Minderheiten inhaftiert, etwa der armenischstämmige Zakar Tarver und der Jude Yusuf Salman.